# Artur Nowak-Far
Artur Nowak-Far (ur. 31 sierpnia 1967 w Stargardzie Szczecińskim) – polski prawnik i ekonomista, adwokat, profesor nauk prawnych, profesor Szkoły Głównej Handlowej, w latach 2013–2015 podsekretarz stanu w Ministerstwie Spraw Zagranicznych.

## Życiorys
Ukończył studia prawnicze na Wydziale Prawa i Administracji Uniwersytetu im. Adama Mickiewicza w Poznaniu (1991). Był pracownikiem naukowym tej uczelni. W 1991 był stypendystą Wspólnot Europejskich na Uniwersytecie Kopenhaskim, a w latach 1993–1994 stypendystą Fundacji Kościuszkowskiej na Kellstadt Graduate School of Business oraz DePaul University w Chicago. W 1996 na Akademii Ekonomicznej w Poznaniu uzyskał stopień doktora nauk ekonomicznych na podstawie pracy pt. Zarządzanie procesami innowacyjnymi w przedsiębiorstwie wielonarodowym. Ujęcie strategiczne, której promotorem był profesor Edward F. Cyrson. W latach 1999–2000 wykładał w Forvaltningshojskole w Kopenhadze. W 2001 został zatrudniony w Szkole Głównej Handlowej w Warszawie. Stopień doktora habilitowanego nauk prawnych uzyskał w 2002 na Uniwersytecie im. Adama Mickiewicza w Poznaniu w oparciu o dorobek naukowy oraz rozprawę zatytułowaną Unia Gospodarcza i Walutowa w Europie. Został także kierownikiem Katedry Prawa Europejskiego na tej uczelni. 2 kwietnia 2014 otrzymał tytuł profesora nauk prawnych (uroczystość wręczenia nominacji odbyła się w następnym miesiącu). W SGH od 2003 obejmował kolejne stanowiska profesorskie.
Został również profesorem nadzwyczajnym w Instytucie Europeistyki Uniwersytetu Warszawskiego, wykładał także na Uniwersytecie Kardynała Stefana Wyszyńskiego w Warszawie, gdzie pełnił obowiązki kierownika Katedry Prawa Finansowego i Ekonomii. Jest autorem książek oraz ponad 250 innych opracowań naukowych z dziedziny prawa europejskiego, a także administracji publicznej.
W latach 1998–1999 był doradcą rządowej grupy zadaniowej do spraw harmonizacji technicznej. W latach 2003–2005 pełnił funkcję doradcy ministra rolnictwa i rozwoju wsi w zakresie spraw europejskich. Powołany również w skład rady naukowej programu ministra rolnictwa „Poznaj Dobrą Żywność”. Jest członkiem założycielem Polskiego Stowarzyszenia Prawa Europejskiego. W 2007 został wpisany na listę adwokatów w ramach Okręgowej Rady Adwokackiej w Warszawie. Od 2007 do 2013 wchodził w skład kolegium Najwyższej Izby Kontroli.
2 kwietnia 2013 Artur Nowak-Far został powołany przez premiera Donalda Tuska na stanowisko podsekretarza stanu w Ministerstwie Spraw Zagranicznych, powierzono mu odpowiedzialność za sprawy prawne i traktatowe. Zastąpił na tej funkcji Macieja Szpunara. 5 sierpnia tegoż roku objął też funkcję przewodniczącego Komitetu Audytu w MSZ. Z resortu odszedł po zmianie kierownictwa MSZ w 2015.
W 2019 został przewodniczącym Rady Akademii Wychowania Fizycznego i Sportu im. Jędrzeja Śniadeckiego w Gdańsku; pełnił tę funkcję do 2024. Również w 2024 powołany w skład rady nadzorczej Banku Polska Kasa Opieki. W tym samym roku został członkiem członkiem Rady Krajowej Szkoły Administracji Publicznej. Zasiadał w zarządzie Polskiej Fundacji Narodowej, później został doradcą zarządu PFN. Wszedł w skład Komitetu Nauk Ekonomicznych Polskiej Akademii Nauk.